# The Cloverfield Paradox
Série Cloverfield
10 Cloverfield Lane
(2016)
Pour plus de détails, voir Fiche technique et Distribution.
The Cloverfield Paradox ou Le Paradoxe Cloverfield au Québec est un film de science-fiction horrifique américain réalisé par Julius Onah et sorti en 2018 sur Netflix. Il s’agit du troisième volet de la franchise Cloverfield, après Cloverfield (2008) et 10 Cloverfield Lane (2016).
Le film se déroule en 2028. La Terre souffre en raison d'une crise d'énergie majeure. Tous les regards et espoirs sont tournés vers une mission à bord d'une station spatiale internationale nommée Cloverfield. À son bord, l'accélérateur de particules Shepard est testé. Après une tentative de lancement de la machine, une surcharge se produit. À la suite de cet incident, les scientifiques de la mission découvrent que la Terre a disparu. D'autres événements étranges vont alors se produire au sein de la station, mettant en danger l'ensemble de l'équipage.
Initialement prévu pour être sorti au cinéma, le film a connu une post-production difficile face à des projections tests négatifs, ce qui repousse plusieurs fois la sortie du film. Avec l’autorisation de J. J. Abrams, Paramount a pris la décision de vendre son film à la plate-forme de streaming Netflix.
À sa sortie, le film reçoit des critiques très négatives.

## Synopsis
En 2028, une crise énergétique sans précédent frappe la Terre entière, alors que les pays ont mis fin à leurs alliances pour se préparer à un conflit armé. Toutes les agences spatiales du monde ont les yeux tournés vers la Station Cloverfield. Cette dernière contient Shepard, un accélérateur de particules mille fois plus puissant que ses équivalents terrestres, qui pourrait alimenter la Terre avec une source d'énergie perpétuelle si le projet venait à fonctionner. Cependant, des voix s'élèvent contre ce projet, exprimant leurs craintes qu'il ne crée le "Paradoxe Cloverfield", ouvrant ainsi des portails vers d'autres dimensions, et permettant une possible invasion par les créatures qui y vivraient. Parmi les astronautes se trouve Ava Hamilton (Gugu Mbatha-Raw), qui est réticente à quitter pour plusieurs années son mari Michael (Roger Davies), un médecin. Les deux tentent de sauver leur mariage alors qu'ils ont perdu leurs enfants dans un incendie domestique.
Pendant deux ans, l'équipage de la station échoue à faire fonctionner l'accélérateur, et ne dispose que d'une quantité de carburant suffisante pour trois derniers essais. Une nouvelle tentative permet de créer un rayon quelque peu stable, mais une énorme surcharge énergétique crée une surtension dans toute la station. Après avoir restauré le courant principal, l'équipage découvre avec horreur que la Terre a disparu de leurs radars, ainsi que le gyroscope gérant les systèmes de navigation. Pendant que l'équipage s'affaire à réparer la station, des événements étranges commencent à se produire.
Alertés par des cris dans les couloirs, l'équipage découvre une jeune femme, Jensen (Elizabeth Debicki), coincée derrière un panneau mural, des câbles électriques lui traversant le corps. Avant de perdre connaissance, elle reconnaît Ava et l'appelle par son nom. Plus tard, Mundy (Chris O'Dowd) remarque que tous les vers de terre du vivarium ont disparu. Volkov (Aksel Hennie) remarque que quelque chose rampe sous sa peau, perd le contrôle de son œil, et obéit à des voix intérieures lui demandant d'imprimer en 3D une arme à feu. Alors qu'il menace Tam (Zhang Ziyi) et Schmidt (Daniel Brühl), il convulse et perd connaissance. Il meurt peu de temps après, recrachant la colonie entière de vers infestant son corps. Lorsqu'Ava discute avec Jensen qui a repris connaissance, elle lui demande de se méfier de Schmidt. À juste titre, car le commandant Kiel (David Oyelowo) découvre des transmissions codées des services secrets allemands demandant à Schmidt de saboter les tests, et fait mettre aux arrêts le physicien.
Lors de réparations, Mundy a le bras aspiré dans un panneau mural, puis tranché net, sans douleur, malgré l'aide de ses camarades. Son bras est d'ailleurs retrouvé plus tard par Schmidt (libéré de son sas par une perte de courant locale) dans une coursive, se déplaçant seul, et l'équipage remarque que le bras cherche à écrire quelque chose. Avec un stylo, il leur enjoint de disséquer le corps de Volkov, où ils retrouvent le gyroscope disparu. Ils réactivent le système de navigation, et découvrent qu'ils ont été transportés à l'opposé de l'orbite terrestre, et retrouvent également la planète bleue derrière le Soleil. Leur joie est de courte durée : en réactivant les systèmes de communication, des transmissions étranges font état du crash de la station Cloverfield sur la Terre, ravagée depuis plusieurs mois par une guerre mondiale.
En discutant de nouveau avec Jensen, l'équipage déduit qu'ils ont été transportés dans une dimension parallèle. Dans celle-ci, les enfants d'Ava sont toujours vivants, son double est restée au sol en tant qu'ingénieure civile, Schmidt est un traître (ce sont d'ailleurs les transmissions de cette dimension qui ont été retrouvées dans les journaux de bord), et Jensen remplace Tam en tant qu'ingénieure de la station. Jensen suppose que l'accélérateur a percuté un boson de Higgs, créant la surcharge énergétique, et que sa réactivation pourra les ramener chez eux. Tam travaille sur le moyen de réparer Shepard, mais une importante fuite d'eau la submerge dans un sas de sortie. Malgré l'aide de ses camarades, la porte externe du sas se déforme sous la pression, et toute l'eau gèle quasi-instantanément, piégeant le corps de Tam. L'équipage continue ses réparations, alors que Hamilton fait part au commandant Kiel de son souhait d'accompagner Jensen sur la Terre alternative pour retrouver ses enfants. Alors que Mundy effectue des réparations pour dériver l'énergie et l'oxygène pour leur saut de retour, un puissant champ magnétique se met en route, le gel de réparation magnétique piège le mécanicien, puis une énorme explosion le tue et endommage gravement la station. Pour ne pas risquer sa désintégration, Kiel se sacrifie pour éjecter un des anneaux rotatifs qui déséquilibrent Cloverfield en le désarrimant de l'intérieur, laissant Hamilton aux commandes de la station.
Pendant ce temps, sur la Terre d'origine, Michael se réveille pour découvrir sa ville bombardée alors que d'autres événements étranges se produisent partout ailleurs. Il se rend vers l'hôpital de sa ville pour porter assistance aux blessés, mais découvre le bâtiment totalement détruit, et remarque la silhouette d'un énorme monstre dans la fumée des incendies. Au milieu des débris, il trouve une jeune fille nommée Molly et l'emmène avec lui dans un abri souterrain appartenant à l'un de ses amis pour lui apporter de meilleurs soins. Son contact à l'agence spatiale l'informe que Cloverfield a disparu de leurs radars mais que tout espoir n'est pas perdu de les recontacter.
Sur Cloverfield, Shepard est paré pour l'activation. Jensen et Hamilton se préparent à partir dans une capsule, mais Jensen assomme Ava avec le pistolet que Volkov avait imprimé plus tôt. Elle tue Monk (John Ortiz) et blesse gravement Schmidt, révélant son souhait de garder la station dans sa dimension pour sauver son monde. Hamilton reprend conscience, peu de temps avant l'éjection de sa capsule, affronte Jensen et réussit à tirer dans une vitre qui se brise, éjectant ainsi la rebelle dans l'espace.
Hamilton apporte les soins d'urgence à Schmidt et les deux astronautes se préparent à une nouvelle activation. Avant cela, elle envoie un message à son double resté sur Terre, la prévenant du danger de la batterie qui a causé l'incendie domestique, lui rappelant l'importance de sa famille, et contenant toutes les données nécessaires à la construction de l'accélérateur Shepard. Hamilton et Schmidt démarrent l'accélérateur pour revenir dans leur dimension, puis appliquent les modifications de Tam pour faire fonctionner Shepard pour de bon. Après avoir rassuré les agences spatiales sur leur situation, les deux sont forcés de retourner sur Terre, vu que leur système de survie à bord de la station a été sacrifié pour fournir l'énergie suffisante pour rentrer.
Michael apprend de son contact à l'agence spatiale que la station est réapparue, mais entre dans une profonde colère en apprenant que sa femme n'a pas été prévenue à temps du danger de la situation au sol.
La capsule de rentrée tombe dans l'atmosphère, disparait sous la couche nuageuse. Un monstre gigantesque en sort et pousse un terrible rugissement.

## Fiche technique
Sauf indication contraire, les informations mentionnées dans cette section peuvent être confirmées par la base de données cinématographiques IMDb,  présente dans la section « Liens externes ».
- Titre original et français : The Cloverfield Paradox
- Titre québécois : Le Paradoxe Cloverfield
- Titre de travail : God Particle
- Réalisation : Julius Onah
- Scénario : Oren Uziel, d'après une histoire d'Oren Uziel et Doug Jung (en)
- Musique : Bear McCreary
- Direction artistique : Mike Piccirillo
- Décors : Doug J. Meerdink
- Costumes : Susan Lee
- Photographie : Daniel Mindel
- Montage : Alan Baumgarten
- Production : J. J. Abrams et Lindsey Weber
  - Production déléguée : Bob Dohrmann et Tommy Harper
- Sociétés de production : Bad Robot Productions et Paramount Pictures
- Société de distribution : Netflix
- Budget : 45 millions de dollars[1]
- Pays d'origine :  États-Unis
- Langues originales : anglais et mandarin
- Format : couleur
- Durée : 102 minutes
- Genre : science-fiction, horreur
- Dates de sortie : 4 février 2018 (sur Netflix)

## Distribution
- Daniel Brühl (VF : Anatole de Bodinat) : Thomas Schmidt
- Elizabeth Debicki (VF : Chloé Berthier) : Mina Jensen
- Aksel Hennie (VF : Yann Guillemot) : Volkov
- Gugu Mbatha-Raw (VF : Fily Keita) : Ava Hamilton
- Chris O'Dowd (VF : Fabien Jacquelin) : Mundy
- John Ortiz (VF : Loïc Houdré) : « Monk » Acosta
- David Oyelowo (VF : Jean-Baptiste Anoumon) : Kiel
- Zhang Ziyi : Tam
- Roger Davies (VF : Diouc Koma) : Michael
- Donal Logue : Mark Stambler
- Simon Pegg : l'homme à la radio (caméo vocal)
- Ken Olin : l'homme à la radio (caméo vocal)
- Greg Grunberg (VF : Thierry Desroses) : Joe (caméo vocal)
- Suzanne Cryer : la présentatrice TV (caméo)

## Production

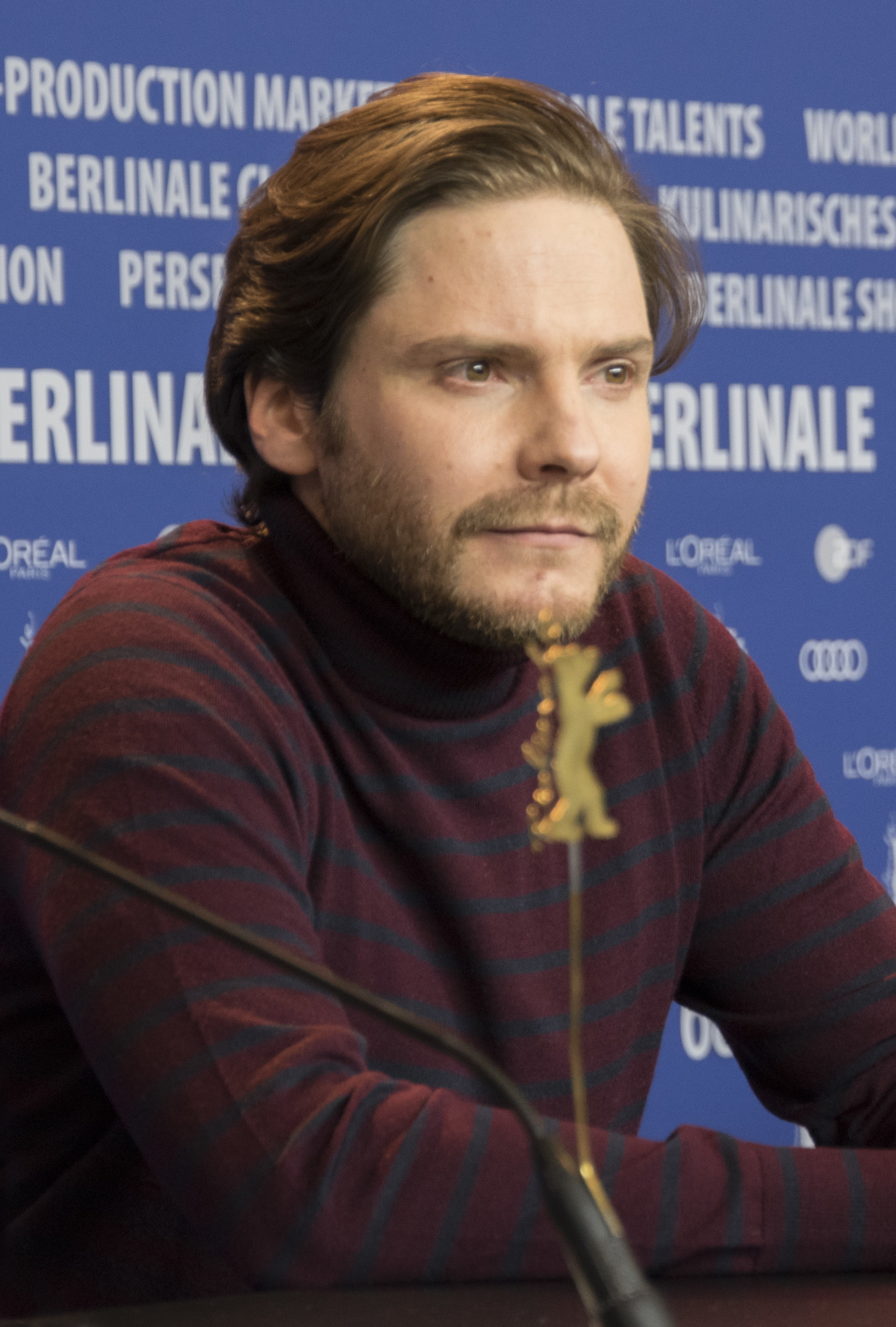
L'acteur allemand Daniel Brühl, l'année de sortie du long-métrage.

### Genèse et développement
Le projet est évoqué dès 2012 sous le titre God Particle, sans qu'aucun lien avec Cloverfield ne soit annoncé. Un clin d'œil est ensuite placé dans un élément du marketing viral de 10 Cloverfield Lane avec une image de la Station spatiale internationale. Le lien avec les films Cloverfield n'est révélé qu'en octobre 2016, tout comme 10 Cloverfield Lane qui avait été tourné sous un autre titre.

### Attribution des rôles
En mars 2016, Gugu Mbatha-Raw et David Oyelowo sont confirmés sur le projet. En avril 2016, Variety révèle que John Krasinski est en contact pour incarner un astronaute. En mai 2016, Elizabeth Debicki rejoint la distribution, suivi quelques jours plus tard par Daniel Brühl, Chris O'Dowd et Zhang Ziyi, John Ortiz et Aksel Hennie.

### Tournage
Le tournage débute le 10 juin 2016 à Los Angeles, notamment aux Paramount Studios.

## Accueil

### Sortie
La bande annonce du film est présentée lors de la diffusion du Super Bowl 2018, le 4 février 2018. Le film est disponible juste après sur Netflix, notamment en France, où il est également sortie en DVD et Blu-ray en février 2019.

### Accueil critique
Sur l'agrégateur américain Rotten Tomatoes, le film n'obtient que 22% d'opinions favorables pour 52 critiques et une note moyenne de 4.5⁄10 avec un consensus disant que malgré un casting brillant, le film s’embourbe dans un mélange des genres et dans les multiples sous-intrigues. Sur Metacritic, le film décroche une moyenne de 37⁄100 pour 21 critiques.

## Analyse